# Флотское
Фло́тское (до 1945 года Кара́нь; укр. Флотське, крымскотат. Qaran, Къаран) — село в Балаклавском муниципальном округе Балаклавского района города Севастополя (согласно административно-территориальному делению УССР и Украины с 1957 года не имеет статуса отдельного населённого пункта в составе Балаклавского района Севастопольского горсовета; в 2014 году населённый пункт был восстановлен как село).
Расположено на юго-западе района, примерно в 3 км западнее Балаклавы, в 13 км от центра Севастополя. Транспортное сообщение осуществляется по региональной автодороге 67Н-11 от Балаклавского шоссе.

## Население
| 2011 | 2014 |
| ---- | ---- |
| 112  | ↗172 |

### Динамика численности
| - 1864 год — 170 чел. - 1889 год — 219 чел. - 1926 год — 274 чел. - 1953 год — 210 чел. | - 1954 год — 221 чел. - 1998 год — 112 чел. - 2011 год — 221 чел. - 2014 год — 172 чел. |

Численность населения по данным переписи населения по состоянию на 14 октября 2014 года составила 172 человека, по оценке на 2011 год — 112 человек; площадь села 15,3 гектара.
В селе действует храм Константина и Елены, построенный в 1775 году греками ещё до переселения.

## История
По мнению Петра Палласа, у селения находился замок-исар
…постройка… у деревни Корани, заселенную ныне греками… 11 саженей ширины и 15 длины, окружена толстой саженной стеной, идущей прямой линией сначала на SSO, по длине 7 саженей, затем к SO, под тупым углом, кончаясь в 4 саженях на краю большого оврага, где, по-видимому, существовала четырехугольная, в четыре аршина в квадрате, башня
который мог принадлежать феодалу, владельцу вотчины на юго-западной границе княжества Феодоро, к которой относилась и Карань, но современными исследованиями наличие этого исара не подтверждено.
Считается, что селение во времена генуэзского владычества входило в состав Чембальского консульства. Видимо тогда же были построены 2 существовавшие в селении церкви (турки во времена владычества империи новые церкви строить запрещали). В 1475 году Мангуп был завоёван Османской империей и деревня административно включена в Мангупский кадылык Кефинского санджака, а, впоследствии, эялета.
В документе из имперской казны от 17 августа 1488 года содержится информация о том, что в селении насчитывалось 16 домохозяйств. В это время оно вошло в состав тимара с общим доходом 2870 акче, которым распоряжался Искендер, заместитель коменданта крепости Инкерман.
По материалам переписей Кефинского санджака 1520 года, как селение Крану, относящемся к Инкирману, числилось 4 мусульманских семьи и 2 взрослых холостяков и 27 христианских, из которых 2 — потерявшие мужчину-кормильца. К 1542 году Крану переподчинилм Мангупу, в деревне было уже 8 мусульманских семей, немусульманских — 17, из которых 1 — «овдовевшая» и 11 взрослых холостых мужчины. По налоговым ведомостям 1634 года в селении числилось 34 двора немусульман, в том числе переселившихся из селений Бага, Чоргун и Кадикой по 1 двору, из Инкермана — 2 двора. Из Карани выселились жители 6 дворов: в Балаклаву и Инкерман по 1 двору, в Коуш 4 двора. В джизйе дефтера Лива-и Кефе (Османских налоговых ведомостях) 1652 года перечислены 11 имён и фамилий христиан-налогоплательщиков из селения Карани. Документальное упоминание селения встречается в «Османском реестре земельных владений Южного Крыма 1680-х годов», согласно которому в 1686 году (1097 год хиджры) Карану входил в Мангупский кадылык эялета Кефе. Всего упомянут 48 землевладельцев, из которых 20 иноверцев, владевших 2377,5 дёнюмами земли. После обретением ханством независимости по Кючук-Кайнарджийскому мирному договору 1774 года «повелительным актом» Шагин-Гирея 1775 года селение было включено в Крымское ханство в состав Бакчи-сарайского каймаканства Мангупскаго кадылыка. в это время, в 1775 году, была построена Константино-Еленинская церковь. На карте 1777 года Карань обозначена, как крупное поселение В этот период, в 1778 году, христианское население Крыма, в том числе греки-урумы Камары, были выведены в Приазовье. Согласно «Ведомости о выведенных из Крыма в Приазовье христианах» А. В. Суворова из селения Карань выехало греков 331 человек — 172 мужчины и 159 женщин, а, по ведомости митрополита Игнатия, 60 семей. По ведомости генерал-поручика О. А. Игельстрома от 14 декабря 1783 года после выхода христиан осталось 58 домов, из которых «19 проданных, 24 целых, а 15 дворов разорены». В ведомости «при бывшем Шагин Герее хане сочиненная на татарском языке о вышедших християн из разных деревень и об оставшихся их имениях в точном ведении его Шагин Герея» и переведённой 1785 году, содержится список 54 жителей-домовладельцев деревни Каранны, с подробным перечнем имущества и земельных владений. У 20 жителей числилось по 2 дома, у 3 — по 3 дома, 1 дом разорён. Почти у всех имелись кладовые и амбары, у 1 хозяина записан погреб, у двоих — «магазейны» (от крымскотат. магъаз — подвал). Из земельных владений, в основном, пашни, несколько лугов (сенокосов), садов не числится. Записано, что «…в округе сей деревни церковь во имя святого Георгия где 14 комнат магазеинов 5 беседок 2 ещё беседка 1 фонтанов 2 высоких тополей 27 и 1 ореховое дерево 1». Также содержится приписка, что «в сей деревне расположены албанцы». На новом месте переселенцы, вместе с выходцами из Черкез-Кермена и Мармары, основали село Карань — ныне Гранитное (ранее Карань), Тельмановского района Донецкой области. Согласно Камеральному Описанию Крыма… 1784 года, в последний период ханства, деревня Каранне относилась к Мангупскому кадылыку бакчи-сарайскаго каймаканства.
Видимо, в этот период остатки населения покинули Карань, поскольку, после присоединения Крыма к России, с 8 февраля 1784 года, деревня была приписана к Севастопольскому военному губернаторству и в неё, как в пустующую, были переселены из Керчи архипелажские греки. Князь Потемкин поручил им охрану берега от Севастополя до Феодосии, жители считались военнослужащими и числились в Балаклавском батальоне.
Данные о населении деревень губернаторства пока недоступны, но селения наносились на военно-топографические карты: на карте генерал-майора Мухина 1817 года деревня Караны обозначена достаточно большой, но без указания числа дворов, карте 1936 года в греческой деревне 34 двора, как и на карте 1842 года.

После Крымской войны 1853—1856 годов военное губернаторство было упразднено и, указом от 16 апреля 1861 года, было предписано включить в состав Ялтинского уезда селения, подведомственные Балаклавскому греческому баталиону и Карань приписали к Байдарской волости. Согласно «Списку населённых мест Таврической губернии по сведениям 1864 года», составленному по результатам VIII ревизии 1864 года, Карань — казённое греческое село с 48 дворами, 170 жителями и православной церковью при колодцах. На трёхверстовой карте Шуберта 1865—1876 года в деревне Карань обозначено 48 дворов. По «Памятной книге Таврической губернии 1889 года», по результатам Х ревизии 1887 года, в деревне Карань Севастопольского градоначальства, административно подчинённой Ялтинскому уезду, числилось 45 дворов и 219 жителей. На верстовой карте 1889—1890 года в деревне Карань обозначено 45 дворов с греческим населением. В Энциклопедии Брокгауза о Карани, среди прочего, сказано 
Жители греки, принадлежавшие прежде к Балаклавскому греческому батальону (49 дворов, 248 душ), занимаются виноградарством, табаководством и земледелием.
 На 1914 год в селении действовала земская школа. По Статистическому справочнику Таврической губернии. Ч.II-я. Статистический очерк, выпуск восьмой Ялтинский уезд, 1915 год, в селе Карань Балаклавского округа Ялтинского уезда, числилось 73 двора с греческим населением.
После установления в Крыму Советской власти, с ноября 1920 года по август 1921 года действовал Караньский сельский революционный комитет,. 8 января 1921 года по постановлению Крымревкома,, была упразднена волостная система и село вошло в состав Севастопольского уезда. 21 января 1921 года на территории Севастопольского уезда был создан Балаклавский район, в который включили Карань. 11 октября 1923 года, согласно постановлению ВЦИК, в административное деление Крымской АССР были внесены изменения, в результате которых был ликвидирован Балаклавский и создан Севастопольский район. Согласно Списку населённых пунктов Крымской АССР по Всесоюзной переписи 17 декабря 1926 года, в селе Карань, центре Караньского сельсовета Севастопольского района, числилось 76 дворов, из них 75 крестьянских, население составляло 274 человека, из них 208 греков, 63 русских, 3 украинца, действовала русская школа I ступени (пятилетка). 30 октября 1930 года, постановлением Крымского ЦИК, было проведено новое районирование и создан Балаклавский татарский национальный район, куда включили и Карань.
В 1944 году, после освобождения Крыма от фашистов, согласно Постановлению ГКО № 5984сс от 2 июня 1944 года, 27 июня крымские греки, в том числе из Карани, были депортированы в Пермскую область и Среднюю Азию. 12 августа 1944 года было принято постановление № ГОКО-6372с «О переселении колхозников в районы Крыма», по которому в район из Воронежской области РСФСР планировалось переселить 6000 колхозников и в сентябре 1944 года в район уже прибыли 8470 человек (с 1950 года в район стали приезжать колхозники из Сумской области УССР). Указом Президиума Верховного Совета РСФСР от 21 августа 1945 года Карань была переименована во Флотское и Караньский сельсовет — во Флотский. В селе действовал колхоз «Путь к социализму». С 25 июня 1946 года Флотское в составе Крымской области РСФСР. По состоянию на 1 января 1953 года в селе было 58 хозяйств колхозников (202 человека) и 2 хозяйства рабочих и служащих (8 человек). К 1954 году сельсовет упразднили, слив с Пригородненским и на тот год во Флотском числилось 55 хозяйств и 221 житель. 26 апреля 1954 года Севастополь, в составе Крымской области, был передан из состава РСФСР в состав УССР. Решением исполнительного комитета Крымского областного Совета народных депутатов № 292 от 7 мая 1957 года сёла района, в том числе Флотское, были переданы в подчинение городскому совету Севастополя и лишены статуса отдельных населённых пунктов. С 21 марта 2014 года в составе Севастополя аннексировано Россией.